# Pacy-sur-Armançon
Pacy-sur-Armançon település Franciaországban, Yonne megyében. Lakosainak száma 180 fő (2022. január 1.). Pacy-sur-Armançon Lézinnes, Moulins-en-Tonnerrois, Ancy-le-Franc, Ancy-le-Libre, Argenteuil-sur-Armançon, Sambourg és Vireaux községekkel határos.

## Népesség
A település népességének változása:
| Lakosok száma | 189  | 189  | 196  | 191  | 187  | 183  | 179  | 177  | 180  |
|               | 2013 | 2015 | 2016 | 2017 | 2018 | 2019 | 2020 | 2021 | 2022 |